# Erik Morales
Érik Morales (* 1. September 1976 in Tijuana) ist ein mexikanischer Profiboxer, ehemaliger WBC- und WBO-Weltmeister im Superbantamgewicht, zweifacher WBC-Weltmeister im Federgewicht, IBF- und WBC-Weltmeister im Superfedergewicht, sowie ehemaliger Weltmeister der WBC im Halbweltergewicht.
Seine drei Kämpfe gegen Marco Barrera und seine drei Duelle gegen Manny Pacquiao gelten als Rivalitäts-Klassiker und als einige der besten Kämpfe dieser Gewichtsklassen.

## Boxkarriere
Erik Morales wurde unter anderem von seinem Vater Jose Morales trainiert und gemanagt sowie von Fernando Beltran und Bob Arum promotet. Ab 2004 promotete er selbst Boxkämpfe in Mexiko. Sein Profidebüt gewann er am 29. März 1993.
Er gewann 41 Kämpfe in Folge, davon 31 vorzeitig, und wurde dabei mexikanischer Meister, WBC Mundo Hispano Champion und NABF-Titelträger im Superbantamgewicht. Zudem gewann er am 6. September 1997 in El Paso die WBC-Weltmeisterschaft im Superbantamgewicht durch einen K.-o.-Sieg in der elften Runde gegen Daniel Zaragoza (Kampfbilanz: 55-7). Bis Oktober 1999 verteidigte er den Titel jeweils erfolgreich gegen John Lowey (25-1), Remigio Molina (31-1), José Bueno (30-8), Junior Jones (44-3), Ángel Chacón (24-2), Juan Ramirez (17-1), Reynante Jamili (39-4) und Wayne McCullough (23-2). Sieben der acht Titelverteidigungen endeten vorzeitig, nur gegen McCullough ging Morales über die Runden und gewann einstimmig nach Punkten. Inzwischen wurde Morales als einer der besten Boxer ungeachtet der Gewichtsklassen geführt.
Am 19. Februar 2000 boxte er in Las Vegas gegen den WBO-Weltmeister Marco Barrera (49-2) und gewann nach einem harten Duell, welches zum Ring Magazine Kampf des Jahres gewählt wurde, durch Mehrheitsentscheidung der Punktrichter. Er war somit Weltmeister der WBC und WBO, verteidigte die Titel aber nicht, sondern stieg ins Federgewicht auf, wo er seinen ersten Kampf am 17. Juni 2000 gewann. Die WBO gehörte damals noch nicht zu den bedeutenden Verbänden.
Am 2. September 2000 besiegte er Kevin Kelley (51-4) vorzeitig in der siebenten Runde und wurde Interimsweltmeister der WBC im Federgewicht. Der eigentliche WBC-Weltmeister war zu diesem Zeitpunkt noch Guty Espadas, welcher jedoch eine verletzungsbedingte Kampfpause eingelegt hatte. Nach einem K.-o.-Sieg in der ersten Runde gegen Rodney Jones (24-1), boxte Morales schließlich am 17. Februar 2001 gegen Guty Espadas (33-2) um den regulären WBC-Titel und gewann einstimmig nach Punkten. Im Juli 2001 gewann er eine Titelverteidigung einstimmig gegen Chi In-jin (24-1).
Am 22. Juni 2002 verlor Morales in seiner zweiten Titelverteidigung nach Punkten gegen den ebenfalls ins Federgewicht gewechselten Marco Barrera (54-3), welcher anschließend vom Ring Magazine als Nummer 1 in dieser Gewichtsklasse anerkannt wurde. Da Morales den WBC-Titel ablehnte, wurde dieser vakant. Daraufhin wurde ein erneuter Kampf um den Titel zwischen Erik Morales und Paulie Ayala (34-1) vereinbart, welcher am 16. November 2002 in Las Vegas stattfand. Dabei siegte Morales einstimmig nach Punkten und wurde somit zum zweiten Mal WBC-Weltmeister im Federgewicht. Anschließend gewann er noch zwei Titelverteidigungskämpfe jeweils vorzeitig gegen Eddie Croft (23-6) und Fernando Velárdez (24-4).
Nach diesen Kämpfen stieg er ins Superfedergewicht auf und besiegte in seinem ersten Kampf dieser Gewichtsklasse am 4. Oktober 2003 erneut Guty Espadas (37-5) durch K. o. in der dritten Runde. Da es sich zudem um einen WM-Ausscheidungskampf gehandelt hatte, konnte Morales bereits in seinem zweiten Kampf dieser Gewichtsklasse am 28. Februar 2004 in Las Vegas gegen den amtierenden WBC-Weltmeister Jesus Chavez (40-2) antreten und besiegte diesen einstimmig nach Punkten.
Am 31. Juli 2004 schlug er ebenfalls in Las Vegas den IBF-Titelträger Carlos Hernandez (40-3) einstimmig, wodurch er die Titel der WBC und IBF im Superfedergewicht vereinte. Somit war er bereits sechsfacher Weltmeister dreier Gewichtsklassen. Da er jedoch nicht gegen den IBF-Pflichtherausforderer Robbie Peden antrat, sondern sich für einen erneuten Rückkampf mit Marco Barrera vorbereitete, wurde ihm der IBF-Titel noch im selben Jahr wieder entzogen.
Den inzwischen dritten Kampf gegen Barrera verlor er dann am 27. November 2004 in Las Vegas durch Mehrheitsentscheidung. Der Kampf war erneut äußerst spektakulär und wurde vom Ring Magazine sowie der BWAA erneut zum Kampf des Jahres gewählt.
In seinem nächsten Kampf am 19. März 2005 konnte Morales jedoch den philippinischen Superstar Manny Pacquiao (39-2) einstimmig nach Punkten besiegen. Pacquiao war vor dem Kampf als Favorit gehandelt und vom Ring Magazine als Nummer 1 im Superfedergewicht geführt worden.
Am 10. September 2005 unterlag Morales überraschend nach Punkten gegen Zahir Raheem (26-1) und verlor 2006 in zwei Rückkämpfen jeweils vorzeitig gegen Manny Pacquiao. Im August 2007 musste er im Leichtgewicht eine weitere Punktniederlage gegen WBC-Weltmeister David Díaz (32-1) hinnehmen. Nach diesem Kampf gab Morales seinen Rücktritt vom Boxsport bekannt.
Am 27. März 2010 gab er jedoch sein Comeback mit einem einstimmigen Sieg im Weltergewicht gegen José Alfaro (23-5), gefolgt von einem K.-o.-Sieg im September desselben Jahres im Halbweltergewicht gegen Willie Limond (33-2). Im Dezember 2010 schlug er noch Francisco Lorenzo (35-8) einstimmig und erhielt daraufhin einen Titelkampf um die Interimsweltmeisterschaft der WBA im Halbweltergewicht, verlor dieses Duell jedoch am 9. April 2011 knapp nach Punkten gegen Marcos Maidana (29-2). Morales hatte nahezu den gesamten Kampf mit einem zugeschwollenen Auge bestritten und den vom Ring Magazine auf Platz 3 geführten Argentinier trotzdem mehrmals in Bedrängnis gebracht, was ihm viel Popularität und eine erneute WM-Chance einbrachte.
Am 17. September 2011 besiegte er in Las Vegas seinen ungeschlagenen Landsmann Pablo Cano (23-0) vorzeitig in der zehnten Runde und gewann damit den vakanten WBC-Weltmeistertitel im Halbweltergewicht. 2012 verlor er zwei Kämpfe gegen Danny García (22-0, 24-0) und beendete daraufhin erneut seine Karriere.

## Erfolge
- Amateurbilanz: 108 Siege – 6 Niederlagen
- Profibilanz: 52 Siege – 9 Niederlagen

Weltmeistertitel
- 06. September 1997: WBC-Weltmeister im Superbantamgewicht (9 Titelverteidigungen)
- 19. Februar 2000: WBO-Weltmeister im Superbantamgewicht
- 17. Februar 2001: WBC-Weltmeister im Federgewicht (1 Titelverteidigung)
- 16. November 2002: WBC-Weltmeister im Federgewicht (2 Titelverteidigungen)
- 28. Februar 2004: WBC-Weltmeister im Superfedergewicht (1 Titelverteidigung)
- 31. Juli 2004: IBF-Weltmeister im Superfedergewicht
- 17. September 2011: WBC-Weltmeister im Halbweltergewicht

weitere Titel
- 19. Dezember 1994: Mundo-Hispano-Champion der WBC im Superbantamgewicht (2 Titelverteidigungen)
- 21. April 1995: Mexikanischer Meister im Superbantamgewicht (2 Titelverteidigungen)
- 14. Juli 1995: Nordamerika-Meister im Superbantamgewicht (5 Titelverteidigungen)
- 19. März 2005: Internationaler Meister der WBC im Superfedergewicht
- 27. März 2010: Internationaler Meister der WBC im Weltergewicht
- 11. September 2010: Silver-Champion der WBC im Halbweltergewicht (1 Titelverteidigung)